# Robert Knolles

Wappen des Robert Knolles

Robert Knolles (auch Robert Knowles, Robert oder Robin Kanolle, * wohl 1325 in Cheshire; † 15. August 1407 in Sculthorpe im Alter von 82 Jahren) war ein bedeutender englischer Militär, einer der großen Kapitäne im Bretonischen Erbfolgekriegs und zu Beginn des Hundertjährigen Krieges.

## Bretonischer Erbfolgekrieg
Er wurde wohl in Cheshire geboren, trat aber erstmals als Kapitän mehrerer Burgen Mitte des Jahrhunderts in der Bretagne auf, darunter Fougeray, Gravelle und Châteaublanc. 1351 war er einer der englischen Teilnehmer beim Turnier der Dreißig, in dessen Verlauf er zu den Verlierern gehörte und gefangen genommen wurde. 1356 beteiligte er sich mit 800 Männern an der Chevauchée des Herzog von Lancaster durch die Normandie, ein Ablenkungsmanöver, um König Johann II. von Frankreich nach Norden zu ziehen und dadurch Edward of Woodstock die Landung zu seinem Poitiers-Feldzug zu ermöglichen.
In dem Chaos, in das Frankreich nach der Niederlage von Poitiers geriet, übernahm Karl II. von Navarra das Kommando über den Aufstand in Paris. Knolles schloss sich der Armee von Karls Bruder Philipp, Graf von Longueville an, als sie 1358 vorübergehend die Hauptstadt gegen den Dauphin hielten.
Knolles beste Zeit kam dann im Herbst, als er eine Grande Compagnie von 2000 bis 3000 Anglo-Gaskogners ins Loiretal führte, und mehrere Garnisonen in wichtigen Städte wie Châteauneuf-Val-de-Bargis einsetzte. Dann rückte er ins Nivernais vor, das vom „Erzpriester“ Arnaud de Cervole, dem Abenteurer, der im Jahr zuvor die erste Grand Companie aufgestellt hatte, erfolglos für Margarete von Flandern verteidigt wurde.
Anfang 1359 erreichte Knolles Auxerre, das am 10. März nach zwei Monaten Belagerung fiel. Nachdem die Stadt sich unterworfen hatte, wurde Knolles, der bisher nur als Knappe galt, von zwei Untergebenen zum Ritter geschlagen. Die Plünderung von Auxerre ging mit wenig Gewalt und Zerstörung vor sich, da Knolles und seine Männer Berufssoldaten waren, die auf eine möglichst große Beute aus waren. Die Stadt wurde sorgfältig nach Wertsachen durchsucht, die Bürger wurden auf Lösegeld geprüft. Am Ende wurde ein riesiges Lösegeld erpresst, weil sie die Stadt nicht zerstört hatten, das aber hinterher nur teilweise bezahlt wurde. Im folgenden Monat kehrte er nach Châteauneuf zurück, um mit Hugh Calveley eine Invasion des Rhône-Tals zu planen. Auf dem Weg nach Süden wurde in Pont-du-Château am Allier eine Basis errichtet, von der aus sie die Invasion der Velay starteten. Knolles vereinigte seine Kräfte dann wieder mit denen Calveleys, um Le Puy-en-Velay zu belagern, die im Juli 1359 fiel. Als sie weiter zur Papststadt Avignon zogen, wurde ihnen der Weg durch die Armee von Thomas de La Marche verlegt, den Stellvertreter Herzogs von Bourbon, woraufhin sich die beiden Kommandeure zurückzogen und ihre Kompanien auflösten.
Auf dem Höhepunkt des Bretonischen Erbfolgekriegs beteiligte er sich im Juli 1364 an Herzog Johanns Belagerung von Auray, der Johanns entscheidender Sieg in der Schlacht von Auray im September folgte. 1367 kämpfte er an der Seite von Edward von Woodstock in der Schlacht von Nájera.

## Französischer Feldzug
1370 erhielt er viel Land und Geld, um eine Armee für eine Invasion in Nordfrankreich aufzustellen. Im August 1370 ging er mit 6000 Berittenen in Calais an Land und führte Überfälle tief in französischem Gebiet durch, wobei er Dörfer am Stadtrand von Paris niederbrannte, aber es nicht schaffte, den französischen König Karl V. zu einer Schlacht zu zwingen. Dann wandte er sich der Gascogne zu und begann, Burgen und Kirchen in der Region zwischen den Flüssen Loir und Loire zu erobern und zu befestigen. Er musste sich jedoch mit viel Kritik seiner jüngeren Unterkommandeure wie Sir John Minsterworth auseinandersetzen, die auf einen Kampf drängten. Als bekannt wurde, dass sich französischen Armeen unter dem Komanen Bertrand du Guesclins ihnen näherten, schlug Knolles vor, sich in die Bretagne zurückzuziehen, was aber vom größten Teil der Armee abgelehnt wurde. Er zog daraufhin mit seinem eigenen Gefolge ab und ließ den Großteil seiner Truppe zurück und fand am 4. Dezember in der Schlacht von Pontvallain auf der Seite der Verlierer wieder.
Knolles verbrachte den Winter in seiner Burg in Derval in der bretonischen Mark und versuchte anschließend, seine überlebenden Männer und die von Minsterworth, die sich ihm wieder angeschlossen hatten, über den Hafen von Saint-Mathieu zu evakuieren. Mangel an Schiffen führte dazu, dass er die meisten Männer am Strand zurücklassen musste, die dann von den Franzosen unter Olivier V. de Clisson getötet wurden. 1372 wurde Knolles vom King’s Council als Hauptverantwortlicher an dieser Katastrophe verantwortlich benannt. Er wurde des Landes beraubt, das ihm als Honorar für die Aufstellung der Armee gegeben worden war, und mit einer Geldstrafe von 10.000 Mark belegt.

## Tod und Vermächtnis
1389 ernannte er Thomas Knollys zu seinem Testamentsvollstrecker. Er starb an seinem Gut in Sculthorpe, Norfolk am 15. August 1407.